# Galaktisk halo
 Denne artikel bør gennemlæses af en person med fagkendskab for at sikre den faglige korrekthed.
    Indholdet svarer ikke til de andre wikier!

En galaktisk halo er et område, hvor der ikke længere dannes stjerner.